# 花山行事
花山行事（はなやまぎょうじ）は、 福井県福井市栃泉（とちいずみ）地区で5月5日の端午の節句に、地区の男児が各自花山を持ち、子供たちの健やかな成長と、火災鎮護、五穀豊穣などを祈願し、登知為（とちい）神社に奉納する行事である。1962年（昭和37年）5月15日福井県の無形民俗文化財に指定された。

## 起源と沿革
花山行事に関する古い記録は残されておらず縁起は定かではないが、昔、栃泉の地は平氏の落人の集落で、人々は武士であった思いや誇りを後世に伝え残すため、花山行事を始めたと伝えられている。初めの頃は正装した大人達の行事であったといわれるが、いつしか子供達の節句行事となり今に引き継がれてきた。当初は男児だけの行事であったが、少子化による子供の減少で、2000年（平成12年）から女児の参加を認めるようになった。女児の参加は1989年（平成元年）からという説もある。

## 行事内容
毎年5月5日、地区の男児全員（0 - 15歳）がそれぞれ花山を持ち、登知為神社から村内を一周する。乳幼児も親に抱かれて参加している。子どもたちは、ハッピ、ズボン、ハチマキを身につける。花山とは、青竹を槍になぞらえ、上方に藁を巻き、つつじ、ぼたん、藤などの季節の花を飾ったものである。先頭、中央、後尾は役男が入り、役男は年齢順に選ばれる。役男は、ぼたんや藤などの季節の花を飾った花の編み笠をかぶり、腰に刀を指し、右手に指揮棒を持つ。役男の「花山権現（はなやーま、ごーんげん）」の音頭に合わせて、一同も「花山権現」と唱和して、行列を進める。境内で行事が終わると、持ち物をめちゃめちゃに壊し、ひもや笠を神社の前の杉の枝に投げあげて引っ掛ける。役男となると青年になったとされ、翌年から行事には参加しない。当初は、サックリ（野良着）を着ていたといわれる。この行事を1回でも休むと災いが起きるという言い伝えがあり、火災予防の行事ともなっている。

## 画像

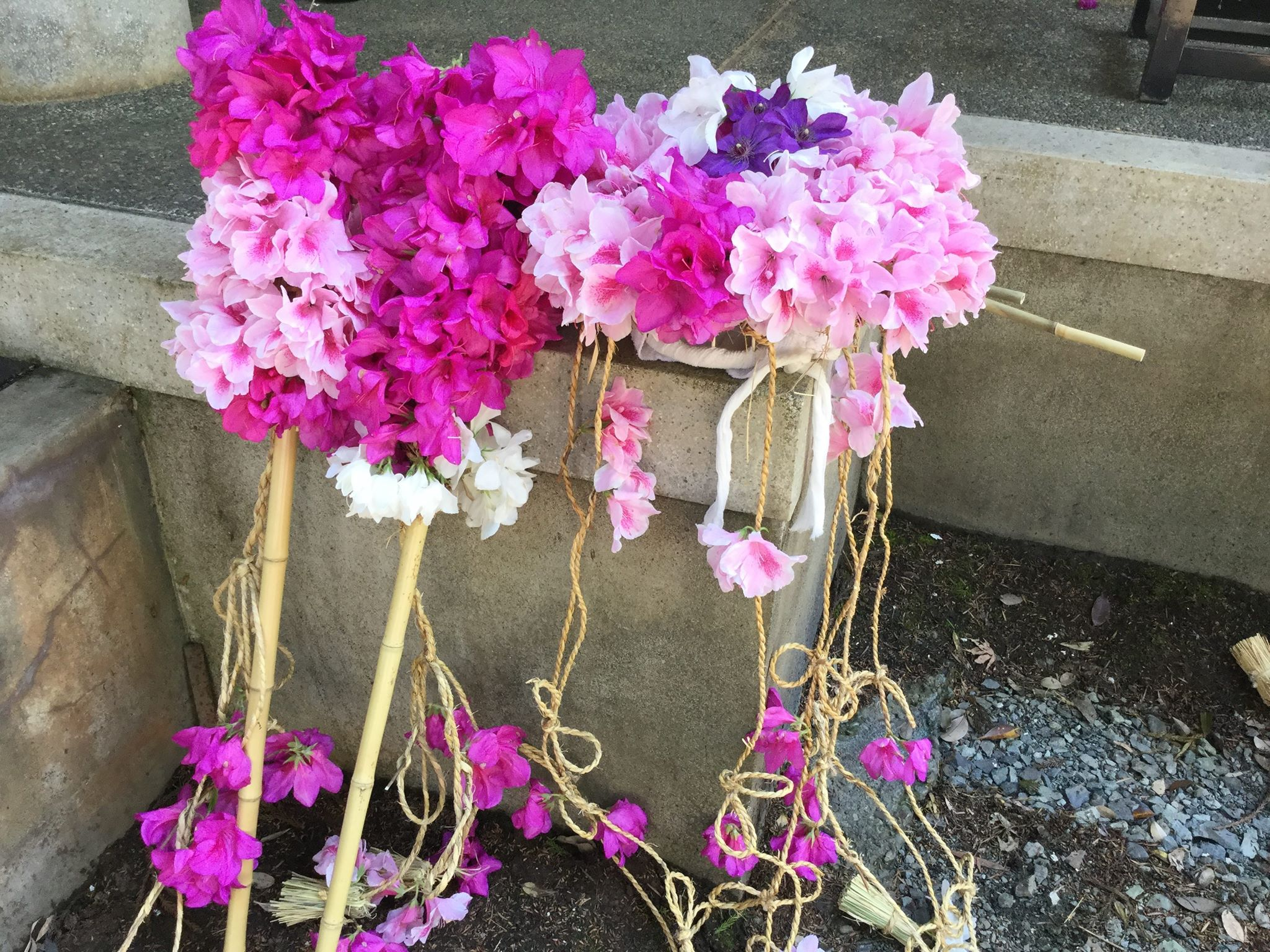
花山行事で使われる花の飾り
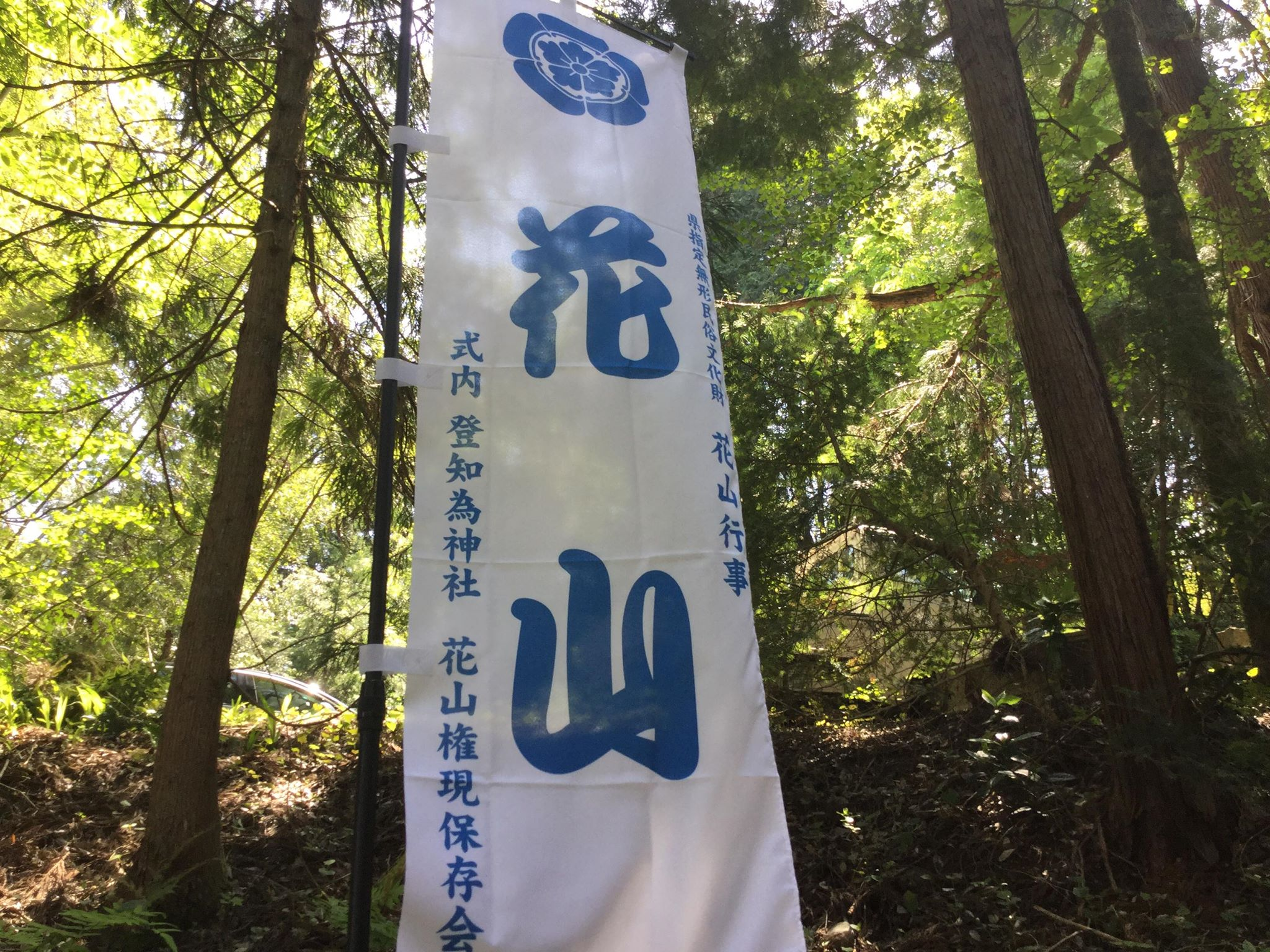
花山行事ののぼり